# ブラック・シー
『ブラック・シー』（原題：Black Sea）は、1980年にヴァージン・レーベルからリリースされた XTCの4枚目のアルバム。レコーディングは、1980年6月 - 7月にかけてロンドンのタウンハウス・スタジオで行われた。
プロデューサーであるスティーヴ・リリーホワイトの代表的なドラムスの音作りによるゲート・エコーを使った最初期のアルバムである。
タイトル候補はいくつかあった中で決めた「ワーク・アンダー・プレッシャー」（レコード会社や周囲からヒット作を求められる状態を皮肉ったタイトルで、その際に潜水服を着たジャケットが作成された）は不評だったため、結局は海に関連した「ブラック・シー」が適当につけられ、ジャケットもそのまま流用している。発売当初、LPは黄緑色の紙袋に包まれて発売された。その後、CDの紙ジャケット仕様で黄緑色の紙袋が復刻された。

## 収録曲
| #   | タイトル                                                                     | 作詞・作曲     | 時間 |
| --- | ---------------------------------------------------------------------------- | -------------- | ---- |
| 1.  | 「Respectable Street」                                                       | Andy Partridge | 3:37 |
| 2.  | 「Generals and Majors」                                                      | Colin Moulding | 4:04 |
| 3.  | 「Living Through Another Cuba」                                              | Andy Partridge | 4:44 |
| 4.  | 「Love at First Sight」                                                      | Colin Moulding | 3:07 |
| 5.  | 「Rocket From a Bottle」                                                     | Andy Partridge | 3:30 |
| 6.  | 「No Language in Our Lungs」                                                 | Andy Partridge | 4:53 |
| 7.  | 「Towers of London」                                                         | Andy Partridge | 5:24 |
| 8.  | 「Paper and Iron (Notes and Coins)」                                         | Andy Partridge | 4:17 |
| 9.  | 「Burning with Optimism's Flames」                                           | Andy Partridge | 4:15 |
| 10. | 「Sgt. Rock (Is Going to Help Me)」                                          | Andy Partridge | 3:56 |
| 11. | 「Travels in Nihilon」                                                       | Andy Partridge | 7:04 |
| 12. | 「Smokeless Zone」(bonus track from B-Side of "Generals and Majors")         | Colin Moulding | 3:50 |
| 13. | 「Don't Lose Your Temper」(bonus track from B-Side of "Generals and Majors") | Andy Partridge | 2:32 |
| 14. | 「The Somnambulist」(bonus track from B-Side of "Generals and Majors")       | Andy Partridge | 4:38 |

## レコーディング・メンバー
- アンディ・パートリッジ (Andy Partridge) - ギター、シンセサイザー、ボーカル
- コリン・モールディング (Colin Moulding) - ベース、ボーカル
- デイヴ・グレゴリー (Dave Gregory) - ギター、シンセサイザー、ピアノ、ヴォックス・ヒューマナ
- テリー・チェンバーズ (Terry Chambers) - ドラムス

### スタッフ
- スティーヴ・リリーホワイト (Stephen Lillywhite) - プロデュース
- ヒュー・パジャム (Hugh Padgham) - エンジニア